# Adam Hložek
Adam Hložek (Ivančice, 25 luglio 2002) è un calciatore ceco, attaccante dell'Hoffenheim e della nazionale ceca.

## Caratteristiche tecniche
La sua posizione principale è quella di punta centrale, Hlozek può giocare su tutto il fronte offensivo adoperandosi anche come seconda punta, come ala destra o come ala sinistra. Sa calciare la palla con potenza, il suo piede forte è il destro ma tira anche con il sinistro, è dotato di atletismo, abile anche nei passaggi. Possiede buone capacità di posizionamente, riesce a tagliare bene in area di rigore, la sua precisione di tiro gli consente anche di segnare tramite le palle calciate dalla lunga distanza. Hlozek è anche un buon colpitore di testa.

## Carriera

### Club

#### Sparta Praga
Calciatore dello Sparta Praga dal 2018, effettua un inizio di stagione 2019-2020 particolarmente prolifico con otto partite da titolare, segna il suo primo gol battendo per 2-0 il Jablonec, mette a segno un'altra rete nel pareggio per 3-3 contro il Sigma Olomouc, sigla un gol pure contro il MFK Karviná ottenendo una vittoria per 4-1 ed è autore di una doppietta battendo per 3-2 il Baník Ostrava. Il suo status è tale che è particolarmente atteso per la partita decisiva di Europa League contro il Trabzonspor, persa alla fine dai cechi che non si qualificano per la fase a gironi.
Nel marzo del 2020 viene eletto come Talento ceco dell'anno per il 2019.
Nell'edizione 2020-2021 realizza quindici gol, segna una doppietta battendo per 5-2 il MFK Karviná, riesce a mettere a segno una tripletta sconfiggendo per 4-2 il SFC Opava ed è autore di un poker vincendo per 6-1 contro il Zbrojovka Brno. Nell'Europa League segna la rete del 2-0 sconfiggendo il Brøndby.

#### Bayer Leverkusen e Hoffenheim
Il 2 giugno 2022 viene acquistato per 20 milioni di euro dal Bayer Leverkusen, con cui firma un contratto di cinque anni. Vince la Bundesliga dove realizza due gol, il primo con la rete del 5-1 sconfiggendo il SV Darmstadt 98 e il secondo battendo per 3-2 il Friburgo. Durante l'Europa League realizza una doppietta vincendo per 5-1 contro il Molde FK.
Il 17 agosto 2024 diventa un nuovo giocatore dell'Hoffenheim. Riesce a segnare due gol in campionato vincendo per 4-3 contro il Lipsia, riesce a siglare un'altra doppietta nell'edizione 2024-2025 dell'Europa League che decide la vittoria su 2-0 contro il Dinamo Kiev.

### Nazionale
Le sue buoni performance attirano lo sguardo di Jaroslav Šilhavý, allenatore della nazionale ceca, che lo immagina nel suo gruppo per il percorso alle qualificazioni europee. Ma alla fine rimane nella squadra U21 per prendere parte alle qualificazioni per il campionato europeo U21 del 2021.
Consegue il debutto in nazionale maggiore a 18 anni nel successo per 3-1 contro la Slovacchia del 4 settembre 2020.
L'11 ottobre 2021 realizza (alla 12ª presenza) la sua prima rete con la selezione ceca nel successo per 0-2 in casa della Bielorussia, diventando, a 19 anni, 2 mesi e 16 giorni, il secondo più giovane marcatore nella storia della Rep. Ceca dopo Václav Kadlec (che aveva 18 anni, 4 mesi, 22 giorni quando ha segnato il suo primo gol).
Nella Nations League segna un gol nella vittoria per 2-1 contro la Georgia.

## Statistiche

### Presenze e reti nei club
Statistiche aggiornate al 5 febbraio 2025.
| Stagione                | Squadra                 | Campionato              | Campionato | Campionato | Coppe nazionali | Coppe nazionali | Coppe nazionali | Coppe continentali | Coppe continentali | Coppe continentali | Altre coppe | Altre coppe | Altre coppe | Totale | Totale |
| Stagione                | Squadra                 | Comp                    | Pres       | Reti       | Comp            | Pres            | Reti            | Comp               | Pres               | Reti               | Comp        | Pres        | Reti        | Pres   | Reti   |
| ----------------------- | ----------------------- | ----------------------- | ---------- | ---------- | --------------- | --------------- | --------------- | ------------------ | ------------------ | ------------------ | ----------- | ----------- | ----------- | ------ | ------ |
| 2018-2019               | Sparta Praga            | 1L                      | 14+5       | 2+1        | MC              | 4               | 1               | -                  | -                  | -                  | -           | -           | -           | 23     | 4      |
| 2019-2020               | Sparta Praga            | 1L                      | 29+5       | 4+3        | MC              | 4               | 1               | UEL                | 1                  | 1                  | -           | -           | -           | 39     | 9      |
| 2020-2021               | Sparta Praga            | 1L                      | 19         | 15         | MC              | 3               | 0               | UEL                | 1                  | 0                  | -           | -           | -           | 23     | 15     |
| 2021-2022               | Sparta Praga            | 1L                      | 29+4       | 8+1        | MC              | 3               | 1               | UCL+UEL+UECL       | 4+5+2              | 0+1+1              | -           | -           | -           | 47     | 12     |
| Totale Sparta Praga     | Totale Sparta Praga     | Totale Sparta Praga     | 91+14      | 29+5       |                 | 14              | 3               |                    | 13                 | 3                  |             | -           | -           | 132    | 40     |
| 2022-2023               | Bayer Leverkusen        | BL                      | 29         | 5          | CG              | 1               | 1               | UCL+UEL            | 6+8                | 0+1                | -           | -           | -           | 44     | 7      |
| 2023-2024               | Bayer Leverkusen        | BL                      | 23         | 2          | CG              | 4               | 3               | UEL                | 9                  | 2                  | -           | -           | -           | 36     | 7      |
| Totale Bayer Leverkusen | Totale Bayer Leverkusen | Totale Bayer Leverkusen | 52         | 7          |                 | 5               | 4               |                    | 23                 | 3                  |             | -           | -           | 80     | 14     |
| 2024-2025               | Hoffenheim              | BL                      | 20         | 6          | CG              | 2               | 0               | UEL                | 8                  | 3                  | -           | -           | -           | 30     | 9      |
| Totale carriera         | Totale carriera         | Totale carriera         | 177        | 47         |                 | 21              | 7               |                    | 44                 | 9                  |             | -           | -           | 242    | 63     |

### Cronologia presenze e reti in nazionale
| Cronologia completa delle presenze e delle reti in nazionale ― Rep. Ceca | Cronologia completa delle presenze e delle reti in nazionale ― Rep. Ceca | Cronologia completa delle presenze e delle reti in nazionale ― Rep. Ceca | Cronologia completa delle presenze e delle reti in nazionale ― Rep. Ceca | Cronologia completa delle presenze e delle reti in nazionale ― Rep. Ceca | Cronologia completa delle presenze e delle reti in nazionale ― Rep. Ceca | Cronologia completa delle presenze e delle reti in nazionale ― Rep. Ceca | Cronologia completa delle presenze e delle reti in nazionale ― Rep. Ceca |
| Data                                                                     | Città                                                                    | In casa                                                                  | Risultato                                                                | Ospiti                                                                   | Competizione                                                             | Reti                                                                     | Note                                                                     |
| ------------------------------------------------------------------------ | ------------------------------------------------------------------------ | ------------------------------------------------------------------------ | ------------------------------------------------------------------------ | ------------------------------------------------------------------------ | ------------------------------------------------------------------------ | ------------------------------------------------------------------------ | ------------------------------------------------------------------------ |
| 4-9-2020                                                                 | Bratislava                                                               | Slovacchia                                                               | 1 – 3                                                                    | Rep. Ceca                                                                | UEFA Nations League 2020-2021 - 1º turno                                 | -                                                                        | 72’                                                                      |
| 7-10-2020                                                                | Larnaca                                                                  | Cipro                                                                    | 1 – 2                                                                    | Rep. Ceca                                                                | Amichevole                                                               | -                                                                        | 62’                                                                      |
| 14-6-2021                                                                | Glasgow                                                                  | Scozia                                                                   | 0 – 2                                                                    | Rep. Ceca                                                                | Euro 2020 - 1º turno                                                     | -                                                                        | 72’                                                                      |
| 18-6-2021                                                                | Glasgow                                                                  | Croazia                                                                  | 1 – 1                                                                    | Rep. Ceca                                                                | Euro 2020 - 1º turno                                                     | -                                                                        | 63’ 90+3’                                                                |
| 22-6-2021                                                                | Londra                                                                   | Rep. Ceca                                                                | 0 – 1                                                                    | Inghilterra                                                              | Euro 2020 - 1º turno                                                     | -                                                                        | 64’                                                                      |
| 27-6-2021                                                                | Budapest                                                                 | Paesi Bassi                                                              | 0 – 2                                                                    | Rep. Ceca                                                                | Euro 2020 - Ottavi di finale                                             | -                                                                        | 85’                                                                      |
| 2-9-2021                                                                 | Zábřeh                                                                   | Rep. Ceca                                                                | 1 – 0                                                                    | Bielorussia                                                              | Qual. Mondiali 2022                                                      | -                                                                        | 78’                                                                      |
| 5-9-2021                                                                 | Bruxelles                                                                | Belgio                                                                   | 3 – 0                                                                    | Rep. Ceca                                                                | Qual. Mondiali 2022                                                      | -                                                                        | 77’                                                                      |
| 8-9-2021                                                                 | Plzeň                                                                    | Rep. Ceca                                                                | 1 – 1                                                                    | Ucraina                                                                  | Amichevole                                                               | -                                                                        | 46’                                                                      |
| 8-10-2021                                                                | Praga                                                                    | Rep. Ceca                                                                | 2 – 2                                                                    | Galles                                                                   | Qual. Mondiali 2022                                                      | -                                                                        | 90’                                                                      |
| 11-10-2021                                                               | Kazan'                                                                   | Bielorussia                                                              | 0 – 2                                                                    | Rep. Ceca                                                                | Qual. Mondiali 2022                                                      | 1                                                                        | 72’ 88’                                                                  |
| 24-3-2022                                                                | Solna                                                                    | Svezia                                                                   | 1 – 0 dts                                                                | Rep. Ceca                                                                | Qual. Mondiali 2022                                                      | -                                                                        | 111’                                                                     |
| 29-3-2022                                                                | Cardiff                                                                  | Galles                                                                   | 1 – 1                                                                    | Rep. Ceca                                                                | Amichevole                                                               | -                                                                        | 81’                                                                      |
| 2-6-2022                                                                 | Praga                                                                    | Rep. Ceca                                                                | 2 – 1                                                                    | Svizzera                                                                 | UEFA Nations League 2022-2023 - 1º turno                                 | -                                                                        | 87’                                                                      |
| 5-6-2022                                                                 | Praga                                                                    | Rep. Ceca                                                                | 2 – 2                                                                    | Spagna                                                                   | UEFA Nations League 2022-2023 - 1º turno                                 | -                                                                        | 59’                                                                      |
| 9-6-2022                                                                 | Lisbona                                                                  | Portogallo                                                               | 2 – 0                                                                    | Rep. Ceca                                                                | UEFA Nations League 2022-2023 - 1º turno                                 | -                                                                        | 73’                                                                      |
| 12-6-2022                                                                | Malaga                                                                   | Spagna                                                                   | 2 – 0                                                                    | Rep. Ceca                                                                | UEFA Nations League 2022-2023 - 1º turno                                 | -                                                                        | 59’                                                                      |
| 24-9-2022                                                                | Praga                                                                    | Rep. Ceca                                                                | 0 – 4                                                                    | Portogallo                                                               | UEFA Nations League 2022-2023 - 1º turno                                 | -                                                                        | 63’                                                                      |
| 24-3-2023                                                                | Praga                                                                    | Rep. Ceca                                                                | 3 – 1                                                                    | Polonia                                                                  | Qual. Euro 2024                                                          | -                                                                        | 89’                                                                      |
| 27-3-2023                                                                | Chișinău                                                                 | Moldavia                                                                 | 0 – 0                                                                    | Rep. Ceca                                                                | Qual. Euro 2024                                                          | -                                                                        | 83’                                                                      |
| 17-6-2023                                                                | Tórshavn                                                                 | Fær Øer                                                                  | 0 – 3                                                                    | Rep. Ceca                                                                | Qual. Euro 2024                                                          | -                                                                        | 69’                                                                      |
| 20-6-2023                                                                | Podgorica                                                                | Montenegro                                                               | 1 – 4                                                                    | Rep. Ceca                                                                | Amichevole                                                               | 1                                                                        | 70’                                                                      |
| 7-9-2023                                                                 | Praga                                                                    | Rep. Ceca                                                                | 1 – 1                                                                    | Albania                                                                  | Qual. Euro 2024                                                          | -                                                                        | 71’                                                                      |
| 10-9-2023                                                                | Budapest                                                                 | Ungheria                                                                 | 1 – 1                                                                    | Rep. Ceca                                                                | Amichevole                                                               | -                                                                        | 83’                                                                      |
| 12-10-2023                                                               | Tirana                                                                   | Albania                                                                  | 3 – 0                                                                    | Rep. Ceca                                                                | Qual. Euro 2024                                                          | -                                                                        | 64’                                                                      |
| 15-10-2023                                                               | Plzeň                                                                    | Rep. Ceca                                                                | 1 – 0                                                                    | Fær Øer                                                                  | Qual. Euro 2024                                                          | -                                                                        |                                                                          |
| 17-11-2023                                                               | Varsavia                                                                 | Polonia                                                                  | 1 – 1                                                                    | Rep. Ceca                                                                | Qual. Euro 2024                                                          | -                                                                        | 46’                                                                      |
| 20-11-2023                                                               | Olomouc                                                                  | Rep. Ceca                                                                | 3 – 0                                                                    | Moldavia                                                                 | Qual. Euro 2024                                                          | -                                                                        | 58’                                                                      |
| 22-3-2024                                                                | Oslo                                                                     | Norvegia                                                                 | 1 – 2                                                                    | Rep. Ceca                                                                | Amichevole                                                               | -                                                                        | 61’                                                                      |
| 26-3-2024                                                                | Praga                                                                    | Rep. Ceca                                                                | 2 – 1                                                                    | Armenia                                                                  | Amichevole                                                               | -                                                                        | 64’                                                                      |
| 10-6-2024                                                                | Hradec Králové                                                           | Rep. Ceca                                                                | 2 – 1                                                                    | Macedonia del Nord                                                       | Amichevole                                                               | -                                                                        | 66’                                                                      |
| 22-6-2024                                                                | Amburgo                                                                  | Georgia                                                                  | 1 – 1                                                                    | Rep. Ceca                                                                | Euro 2024 - 1º turno                                                     | -                                                                        | 55’                                                                      |
| 26-6-2024                                                                | Amburgo                                                                  | Rep. Ceca                                                                | 1 – 2                                                                    | Turchia                                                                  | Euro 2024 - 1º turno                                                     | -                                                                        | 55’                                                                      |
| 7-9-2024                                                                 | Tbilisi                                                                  | Georgia                                                                  | 4 – 1                                                                    | Rep. Ceca                                                                | UEFA Nations League 2024-2025 - 1º turno                                 | -                                                                        | 68’                                                                      |
| 10-9-2024                                                                | Praga                                                                    | Rep. Ceca                                                                | 3 – 2                                                                    | Ucraina                                                                  | UEFA Nations League 2024-2025 - 1º turno                                 | -                                                                        | 66’                                                                      |
| 11-10-2024                                                               | Praga                                                                    | Rep. Ceca                                                                | 2 – 0                                                                    | Albania                                                                  | UEFA Nations League 2024-2025 - 1º turno                                 | -                                                                        | 69’ 82’                                                                  |
| 14-10-2024                                                               | Breslavia                                                                | Ucraina                                                                  | 1 – 1                                                                    | Rep. Ceca                                                                | UEFA Nations League 2024-2025 - 1º turno                                 | -                                                                        | 58’                                                                      |
| 16-11-2024                                                               | Tirana                                                                   | Albania                                                                  | 0 – 0                                                                    | Rep. Ceca                                                                | UEFA Nations League 2024-2025 - 1º turno                                 | -                                                                        | 64’                                                                      |
| 19-11-2024                                                               | Olomouc                                                                  | Rep. Ceca                                                                | 2 – 1                                                                    | Georgia                                                                  | UEFA Nations League 2024-2025 - 1º turno                                 | 1                                                                        | 73’                                                                      |
| 6-6-2025                                                                 | Plzeň                                                                    | Rep. Ceca                                                                | 2 – 0                                                                    | Montenegro                                                               | Qual. Mondiali 2026                                                      | 1                                                                        | 28’                                                                      |
| Totale                                                                   |                                                                          | Presenze                                                                 | 41                                                                       |                                                                          | Reti                                                                     | 4                                                                        |                                                                          |

| Cronologia completa delle presenze e delle reti in nazionale ― Rep. Ceca under 21 | Cronologia completa delle presenze e delle reti in nazionale ― Rep. Ceca under 21 | Cronologia completa delle presenze e delle reti in nazionale ― Rep. Ceca under 21 | Cronologia completa delle presenze e delle reti in nazionale ― Rep. Ceca under 21 | Cronologia completa delle presenze e delle reti in nazionale ― Rep. Ceca under 21 | Cronologia completa delle presenze e delle reti in nazionale ― Rep. Ceca under 21 | Cronologia completa delle presenze e delle reti in nazionale ― Rep. Ceca under 21 | Cronologia completa delle presenze e delle reti in nazionale ― Rep. Ceca under 21 |
| Data                                                                              | Città                                                                             | In casa                                                                           | Risultato                                                                         | Ospiti                                                                            | Competizione                                                                      | Reti                                                                              | Note                                                                              |
| --------------------------------------------------------------------------------- | --------------------------------------------------------------------------------- | --------------------------------------------------------------------------------- | --------------------------------------------------------------------------------- | --------------------------------------------------------------------------------- | --------------------------------------------------------------------------------- | --------------------------------------------------------------------------------- | --------------------------------------------------------------------------------- |
| 5-6-2019                                                                          | Leogang                                                                           | Russia under 21                                                                   | 0 – 1                                                                             | Rep. Ceca under 21                                                                | Amichevole                                                                        | -                                                                                 | 83’                                                                               |
| 9-6-2019                                                                          | Zell am See                                                                       | Rep. Ceca under 21                                                                | 2 – 1                                                                             | Slovacchia under 21                                                               | Amichevole                                                                        | -                                                                                 | 60’                                                                               |
| 6-9-2019                                                                          | České Budějovice                                                                  | Rep. Ceca under 21                                                                | 2 – 0                                                                             | Lituania under 21                                                                 | Qual. Europeo Under-21 2021                                                       | -                                                                                 | 83’                                                                               |
| 9-9-2019                                                                          | Troyes                                                                            | Francia under 21                                                                  | 3 – 1                                                                             | Rep. Ceca under 21                                                                | Amichevole                                                                        | -                                                                                 | 75’                                                                               |
| 10-10-2019                                                                        | Karviná                                                                           | Rep. Ceca under 21                                                                | 1 – 1                                                                             | Grecia under 21                                                                   | Qual. Europeo Under-21 2021                                                       | 1                                                                                 |                                                                                   |
| 14-10-2019                                                                        | Uherské Hradiště                                                                  | Rep. Ceca under 21                                                                | 0 – 0                                                                             | Scozia under 21                                                                   | Qual. Europeo Under-21 2021                                                       | -                                                                                 |                                                                                   |
| 14-11-2019                                                                        | Praga                                                                             | Rep. Ceca under 21                                                                | 6 – 0                                                                             | San Marino under 21                                                               | Qual. Europeo Under-21 2021                                                       | 2                                                                                 |                                                                                   |
| 18-11-2019                                                                        | Velika Gorica                                                                     | Croazia under 21                                                                  | 1 – 2                                                                             | Rep. Ceca under 21                                                                | Qual. Europeo Under-21 2021                                                       | -                                                                                 | 85’                                                                               |
| 17-6-2023                                                                         | Tórshavn                                                                          | Fær Øer                                                                           | 0 – 3                                                                             | Rep. Ceca                                                                         | Qual. Euro 2024                                                                   | -                                                                                 | 69’                                                                               |
| Totale                                                                            |                                                                                   | Presenze                                                                          | 9                                                                                 |                                                                                   | Reti                                                                              | 3                                                                                 |                                                                                   |

## Palmarès

### Club

#### Competizioni nazionali
- Coppa della Repubblica Ceca: 1

Sparta Praga: 2019-2020
- Campionato tedesco: 1

Bayer Leverkusen: 2023-2024
- Coppa di Germania: 1

Bayer Leverkusen: 2023-2024

### Individuale
- Talento ceco dell'anno: 1

2019
- Capocannoniere della 1. liga: 1

2020-2021 (15 gol)